# 托馬斯·W·羅森

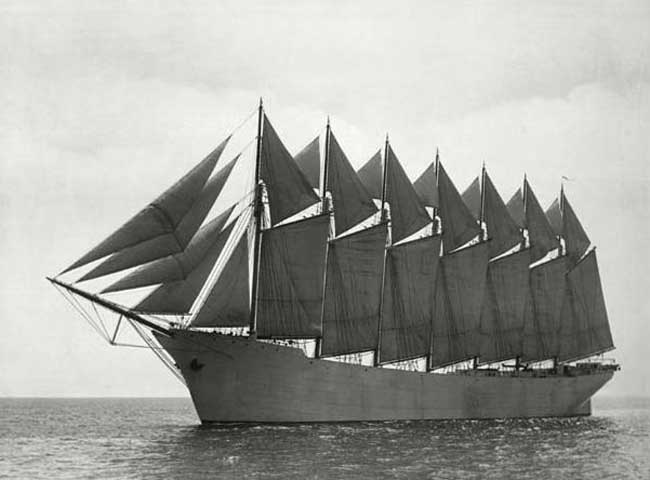
1902年下水，史上唯一的七桅縱帆船托馬斯·W·羅森號

托馬斯·W·羅森（英語：Thomas William Lawson，1857年2月26日—1925年2月7日），美國商人、作者。他是一位備受爭議的波士頓股票推廣人，以其推動股票市場改革的努力及他通過高度可疑的股票操作為自己積累財富而聞名。史上唯一的七桅縱帆船托馬斯·W·羅森號是以他的名字命名。

## 外部連結
- 托馬斯·W·羅森的作品  - 古騰堡計劃
- 互联网档案馆中托馬斯·W·羅森的作品或与之相关的作品
- Photographs and newspaper editorial cartoons of Thomas W. Lawson （页面存档备份，存于）
- 在Find a Grave上的托馬斯·W·羅森